# Дёмин, Иван Павлович
Иван Павлович Дёмин — советский хозяйственный и государственный деятель, Герой Социалистического Труда.

## Биография
Родился в 1928 году в Тамбовской области. Член КПСС.
В 1951—1987 — строитель, монтажник, бригадир комплексной бригады монтажного управления № 6 домостроительного комбината № 3 Главмосстроя.
Указом Президиума Верховного Совета СССР от 9 августа 1979 года присвоено звание Героя Социалистического Труда с вручением ордена Ленина и золотой медали «Серп и Молот».
За достижение высокой производительности труда на основе выполнения объёмов строительства с меньшей численностью рабочих был в составе коллектива удостоен Государственной премии СССР за выдающиеся достижения в труде 1979 года.
Депутат Верховного Совета РСФСР 10-го созыва. Делегат XXVI съезда КПСС.
Умер в 1992 году в Москве. Похоронен на Востряковском кладбище.

## Награды и звания
- Герой Социалистического Труда (07.08.1979)
- Орден Ленина (07.08.1979)
- Орден Трудового Красного Знамени (11.03.1974)